# Hlivištia
Hlivištia é um município da Eslováquia, situado no distrito de Sobrance, na região de Košice. Tem 20,21 km² de área e sua população em 2018 foi estimada em 376 habitantes.

## Demografia
| Ano:        | 1994 | 2004    | 2014   | 2024   |
| ----------- | ---- | ------- | ------ | ------ |
| Broj ljudi: | 432  | 376     | 385    | 355    |
| Razlika:    |      | -12,96% | +2,39% | -7,79% |

| Ano:               | 2023 | 2024   |
| ------------------ | ---- | ------ |
| Número de pessoas: | 358  | 355    |
| Diferença:         |      | -0,83% |